# PayPal
PayPal er en e-handelstjeneste, der overfører betalinger mellem køber og sælger i enhver form for e-handel på nettet - betaling for tjenesteydelser og varer, donationer o.lign. PayPal benytter sig ikke af fastkommission, som bankerne gør, men tager et procentvist gebyr pr. overførsel. En PayPal-konto oprettes ved at opgive personlige data som navn, fysisk adresse, e-mail-adresse, samt en kreditkortkonto. PayPal har hjemsted i USA, men brugere i de største af verdens lande kan på nettet finde afdelinger af PayPal på deres nationale sprog.
PayPal var igennem en årrække dét firma, enhver trygt kunne bruge til betalinger på kryds og tværs af verden.[kilde mangler] I gennem de senere år har firmaet dog demonstreret, at ikke hvem som helst må bruge deres tjenester. Af store sager kan nævnes:
2010 indrømmede PayPal, at firmaet efter pres fra USAs regering havde lukket Wikileaks konto hos firmaet.
2011 fastfrøs PayPal donationer til udvikling af Diaspora, en open-source-udfordrer af Facebook
2013 fremgik det af Forbes, at PayPal har lukket og også fremover vil lukke for torrentudbyderes mulighed for at få overført penge for deres tjenester, hvilket angives at skabe grundlag for den internetbaserede og statsløse møntfod Bitcoin..